# Pinguicula nivalis
Pinguicula nivalis är en tätörtsväxtart som beskrevs av Luhrs och Lampard. Pinguicula nivalis ingår i släktet tätörter, och familjen tätörtsväxter. Inga underarter finns listade i Catalogue of Life.